# Andrzej Smolik
Andrzej Smolik (ur. 10 lutego 1970 w Świnoujściu) – polski muzyk, kompozytor, producent muzyczny, multiinstrumentalista, dziennikarz radiowy. Członek Akademii Fonograficznej ZPAV w sekcji muzyki rozrywkowej.

## Życiorys
Zaczynał karierę w Świnoujściu na początku lat 90., grając z miejscowymi muzykami, między innymi w miejscowym jazzowo-bluesowym zespole J.Pies. Po nawiązaniu współpracy z Robertem Gawlińskim grał jako klawiszowiec w zespole Wilki w 1993, z którym występował do 2014 roku. W latach 1995–2001, gdy zespół zawiesił działalność, nadal współpracował z wokalistą – Robertem Gawlińskim, między innymi przy produkcji jego solowej płyty pt. Solo. W latach 1996–1997 współpracował ze szczecińskim zespołem Hey, a także z jego wokalistką Kasią Nosowską, z którą w 1998 roku nagrał solowy album Milena.
W następnych latach współpracował z Nosowską, Gawlińskim i Rodowicz przy ich kolejnych solowych projektach. Współpracował także z Noviką, Kayah, zespołem Myslovitz i Arturem Rojkiem, Miką Urbaniak, Krzysztofem Krawczykiem, Maciejem Cieślakiem, Marią Peszek.
Wielokrotnie nominowany i dwukrotny laureat nagrody muzycznej „Fryderyk” w kategorii Kompozytor roku w 2003 i 2004. Uhonorowany Paszportem Polityki 2003.
Od grudnia 2008 prowadzi autorską audycję 25. godzina w Radiu Zet Chilli. W 2009, wraz z Tomaszem Stańko, zagrał serię koncertów prezentujących ich wspólny projekt Peyotl, będący nową aranżacją albumu Stańki.
11 września 2010 na festiwalu Soundedit odebrał nagrodę „Człowiek ze Złotym Uchem”.
W latach 2011–2012 był członkiem Rady Akademii Fonograficznej ZPAV w sekcji muzyki rozrywkowej.
Jest twórcą oprawy muzycznej Faktów TVN, obowiązującej od października 2012 roku.
Jest autorem muzyki filmowej do następujących obrazów:
- Sukces  (2003)
- Opór materii  (2004)
- Idź do Luizy  (2005)
- Piosenka i życie  (2006)
- I kto tu rządzi?  (2007)
- Ucieknijmy od niej  (2010)
- Chłopcy  (2013)
- PolandJa  (2017)
- Najmro. Kocha, kradnie, szanuje  (2021)
- Dziadku, wiejemy!  (2025)

## Dyskografia

### Albumy studyjne
| Tytuł                                    | Dane dot. albumu                                  | Pozycja na liście | Certyfikat             |
| Tytuł                                    | Dane dot. albumu                                  | POL               | Certyfikat             |
| ---------------------------------------- | ------------------------------------------------- | ----------------- | ---------------------- |
| Smolik                                   | - Data: 14 maja 2001 - Wydawca: Sissy Records     | 23                |                        |
| Smolik 2                                 | - Data: 24 kwietnia 2003 - Wydawca: Sissy Records | 8                 |                        |
| 3                                        | - Data: 13 listopada 2006 - Wydawca: Kayax        | 6                 | - POL: złota płyta     |
| 4                                        | - Data: 10 listopada 2010 - Wydawca: Kayax        | 3                 | - POL: złota płyta     |
| The Trip                                 | - Data: 21 listopada 2012 - Wydawca: Kayax        | 48                |                        |
| Smolik / Kev Fox (oraz Kev Fox)          | - Data: 23 października 2015 - Wydawca: Kayax     | 14                | - POL: platynowa płyta |
| Historie (oraz Miuosh i Natalia Grosiak) | - Data: 29 lipca 2016 - Wydawca: MPW              | 15                |                        |
| Smolik XX                                | - Data: 8 października 2021 - Wydawca: Kayax      | 13                |                        |

### Albumy koncertowe
| Tytuł                                                                                  | Dane dot. albumu                                 | Pozycja na liście | Certyfikat         |
| Tytuł                                                                                  | Dane dot. albumu                                 | POL               | Certyfikat         |
| -------------------------------------------------------------------------------------- | ------------------------------------------------ | ----------------- | ------------------ |
| Miuosh / Smolik / NOSPR (oraz Miuosh i Narodowa Orkiestra Symfoniczna Polskiego Radia) | - Data: 25 maja 2018 - Wydawca: Fandango Records | 8                 | - POL: złota płyta |

### Single
| „50 tysięcy 881” | 2001 | 1  |
| „T. Time” (gościnnie: Novika) | 2001 | 9  |
| „Om” (gościnnie: Mika Urbaniak) | 2003 | –  |
| „Kremowa rewolucja” (gościnnie: Maciej Cieślak) | 2003 | –  |
| „L. Mine” (gościnnie: Mika) | 2003 | 3  |
| „Who Told You?” | 2003 | 18 |
| „B.RAIN” | 2005 | –  |
| „Close Your Eyes” (gościnnie: Kasia Kurzawska) | 2006 | 1  |
| Męskie Granie Orkiestra – „Elektryczny” (Katarzyna Nosowska, Andrzej Smolik, Olaf Deriglasoff, Michał Sobolewski, Emade, Dawid Podsiadło i Monika Brodka) | 2014 | 1  |
| Męskie Granie Orkiestra – „Armaty” (Mela Koteluk, Andrzej Smolik, Fisz, Tomasz Organek, Krzysztof Zalewski, Michał Fox Król i Kuba Galiński)              | 2015 | 10 |
| „Run” (oraz Kev Fox) | 2015 | 22 |
| „Mind the Bright Lights” (oraz Kev Fox) | 2015 | 16 |
| „Alunia” (oraz Natalia Grosiak) | 2016 | 45 |
| „–” singel nie był notowany. |      |    |

### Inne
| Album                                         | Rok  | Uwagi | Źródło |
| --------------------------------------------- | ---- | --- | ------ |
| Dodna – Kiedy elektryczność dotarła do Tanowa | 1993 | instrumenty klawiszowe | [ 31 ] |
| Wilki – Acousticus Rockus                     | 1994 | członek zespołu, instrumenty klawiszowe | [ 32 ] |
| Firebirds – Desire                            | 1995 | instrumenty klawiszowe | [ 33 ] |
| Robert Gawliński – Solo                       | 1995 | instrumenty klawiszowe, harmonijka ustna, akrodeon                                                                                           | [ 34 ] |
| Justyna Steczkowska – Dziewczyna szamana      | 1996 | akordeon | [ 35 ] |
| Myslovitz – Sun Machine                       | 1996 | instrumenty klawiszowe | [ 36 ] |
| Robert Gawliński – Kwiaty jak relikwie        | 1997 | instrumenty klawiszowe | [ 37 ] |
| Justyna Steczkowska – Naga                    | 1997 | instrumenty klawiszowe | [ 38 ] |
| Katarzyna Nosowska – Milena                   | 1998 | muzyka, produkcja muzyczna, sample, programowanie, akordeon, instrumenty klawiszowe, harmonijka ustna                                        | [ 39 ] |
| Marcin Pospieszalski – Demony Wojny wg Goi    | 1998 | muzyka | [ 40 ] |
| Myslovitz – Myslovitz                         | 1995 | instrumenty klawiszowe | [ 41 ] |
| Katarzyna Nosowska – Sushi                    | 2000 | muzyka, instrumenty klawiszowe, harmonijka ustna, gitara basowa, programowanie, realizacja nagrań, miksowanie, mastering, produkcja muzyczna | [ 42 ] |
| Michał Żebrowski – Lubię, kiedy kobieta       | 2001 | muzyka | [ 43 ] |
| Vienio, Pele – Autentyk 2                     | 2003 | instrumenty klawiszowe | [ 44 ] |
| Ania Dąbrowska – Samotność po zmierzchu       | 2004 | gitara elektryczna, gitara basowa, sitar, produkcja muzyczna, realizacja nagrań, miksowanie                                                  | [ 45 ] |
| Hey – Echosystem                              | 2005 | harmonijka ustna | [ 46 ] |
| Myslovitz – Happiness Is Easy                 | 2006 | gościnnie gitara | [ 47 ] |
| Jan Benedek – Oldschool Party                 | 2006 | klawesyn | [ 48 ] |
| Monika Brodka – Moje piosenki                 | 2006 | harmonijka ustna | [ 49 ] |
| Karolina Kozak – Tak zwyczajny dzień          | 2007 | harmonijka ustna | [ 50 ] |
| Indios Bravos – Peace!                        | 2007 | flet, instrumenty klawiszowe | [ 51 ] |
| Maria Peszek – Maria Awaria                   | 2008 | muzyka, produkcja muzyczna | [ 52 ] |
| Maryla Rodowicz – Jest cudnie                 | 2008 | muzyka, flet, gitara basowa, gitara elektryczna, aranżacje, akordeon, gitara akustyczna, instrumenty klawiszowe, produkcja muzyczna          | [ 53 ] |
| Ania Wyszkoni – Życie jest w porządku         | 2012 | mastering | [ 54 ] |
| Wilki – Światło i mrok                        | 2012 | członek zespołu, instrumenty klawiszowe | [ 55 ] |
| Dawid Podsiadło – Comfort and Happiness       | 2015 | mastering | [ 56 ] |
| T.Love – Hau! hau!                            | 2022 | harmonijka ustna | [ 57 ] |

## Teledyski
| Tytuł                                                    | Rok  | Reżyseria           | Album            | Źródło |
| -------------------------------------------------------- | ---- | ------------------- | ---------------- | ------ |
| „T. Time” (gościnnie: Novika)                            | 2001 | Anna Maliszewska    | Smolik           | [ 58 ] |
| „Om” (gościnnie: Mika)                                   | 2004 | Krzysztof Ostrowski | –                | [ 59 ] |
| „L.Mine” (gościnnie: Mika Urbaniak)                      | 2004 | Marta Pruska        | 2                | [ 60 ] |
| „Cye (Close Your Eyes)” (gościnnie: Katarzyna Kurzawska) | 2007 | –                   | 3                | [ 61 ] |
| „U Missing” (gościnnie: Victor Davies)                   | 2007 | –                   | 3                | [ 62 ] |
| „L.O.O.T.T.” (gościnnie: Kev Fox)                        | 2010 | –                   | 4                | [ 63 ] |
| „Forget Me Not” (gościnnie: Emmanuelle Seigner)          | 2011 | Paweł Edelman       | 4                | [ 64 ] |
| „Fades Away” (gościnnie: Natalia Grosiak)                | 2014 | Paweł Orwat         | 4                | [ 65 ] |
| „Run” (oraz Kev Fox)                                     | 2015 | Marcel Sawicki      | Smolik / Kev Fox | [ 66 ] |

## Nagrody i wyróżnienia
| Rok  | Kategoria                                          | Tytułem                                  | Nagroda                 | Nota      | Źródło |
| ---- | -------------------------------------------------- | ---------------------------------------- | ----------------------- | --------- | ------ |
| 2000 | Producent muzyczny roku                            | Andrzej Smolik                           | Fryderyki 2000          | Nominacja | [ 67 ] |
| 2000 | Kompozytor roku                                    | Andrzej Smolik                           | Fryderyki 2000          | Nominacja | [ 67 ] |
| 2001 | Najlepszy Polski Wykonawca                         | Andrzej Smolik                           | MTV Europe Music Awards | Nominacja | [ 68 ] |
| 2001 | Producent muzyczny roku                            | Andrzej Smolik                           | Fryderyki 2001          | Nominacja | [ 69 ] |
| 2001 | Kompozytor roku                                    | Andrzej Smolik                           | Fryderyki 2001          | Nominacja | [ 69 ] |
| 2001 | Realizator dźwięku roku                            | Andrzej Smolik                           | Fryderyki 2001          | Nominacja | [ 69 ] |
| 2001 | Piosenka roku                                      | Andrzej Smolik – „T.Time”                | Fryderyki 2001          | Nominacja | [ 69 ] |
| 2001 | Album roku – techno / elektronika / dance          | Smolik                                   | Fryderyki 2001          | Nominacja | [ 69 ] |
| 2003 | Estrada                                            | Andrzej Smolik                           | Paszport Polityki       | Laur      | [ 70 ] |
| 2003 | Kompozytor roku                                    | Andrzej Smolik                           | Fryderyki 2003          | Laur      | [ 71 ] |
| 2003 | Album roku – muzyka klubowa                        | Andrzej Smolik – 2                       | Fryderyki 2003          | Nominacja | [ 71 ] |
| 2006 | Kompozytor roku                                    | Andrzej Smolik                           | Fryderyki 2006          | Laur      | [ 72 ] |
| 2006 | Wydawnictwo Specjalne – Najlepsza Oprawa Graficzna | Andrzej Smolik – 3                       | Fryderyki 2006          | Laur      | [ 72 ] |
| 2006 | Album roku – pop                                   | Andrzej Smolik – 3                       | Fryderyki 2006          | Nominacja | [ 72 ] |
| 2006 | Wideoklip roku                                     | Andrzej Smolik – „Cye (Close Your Eyes)” | Fryderyki 2006          | Nominacja | [ 72 ] |
| 2006 | Piosenka roku                                      | Andrzej Smolik – „Cye (Close Your Eyes)” | Fryderyki 2006          | Nominacja | [ 72 ] |
| 2006 | Produkcja muzyczna roku                            | Andrzej Smolik – „Cye (Close Your Eyes)” | Fryderyki 2006          | Laur      | [ 72 ] |
| 2007 | –                                                  | Andrzej Smolik – 3                       | Mateusze                | Nominacja | [ 73 ] |
| 2009 | Produkcja muzyczna roku                            | Maria Peszek – Maria Awaria              | Fryderyki 2009          | Laur      | [ 74 ] |
| 2009 | Kompozytor roku                                    | Andrzej Smolik                           | Fryderyki 2009          | Nominacja | [ 74 ] |
| 2011 | Album roku pop                                     | Andrzej Smolik – 4                       | Fryderyki 2011          | Nominacja | [ 75 ] |
| 2011 | Produkcja muzyczna roku                            | Andrzej Smolik – 4                       | Fryderyki 2011          | Nominacja | [ 75 ] |
| 2011 | Kompozytor roku                                    | Andrzej Smolik                           | Fryderyki 2011          | Nominacja | [ 75 ] |
| 2016 | Album roku elektronika i alternatywa               | Smolik / Kev Fox                         | Fryderyki 2016          | Laur      | [ 76 ] |
| 2016 | Teledysk roku                                      | „Run”                                    | Fryderyki 2016          | Nominacja | [ 77 ] |

## Filmografia
| Tytuł   | Rok  | Uwagi                                                | Źródło        |
| ------- | ---- | ---------------------------------------------------- | ------------- |
| „Drogi” | 2012 | film dokumentalny, reżyseria: Małgorzata Ruszkiewicz | [ 78 ] [ 79 ] |